# Mambos by Tito Puente - Volume 2
Mambos by Tito Puente - Volume 2 è un album di Tito Puente, pubblicato dalla Tico Records nel 1952. Il disco contiene brani usciti in precedenza su 78 giri e registrati a New York dal 1949 al 1951.

## Tracce
Lato A
1. Babalagua – 2:47 (Pepe Delgado)
2. Mambo Macoco – 2:54 (Tito Puente)
3. Solos tu y yo – 2:52 (Johnny Lopez)
4. El timbal – 3:04 (Tito Puente)

Lato B
1. Abaniquito – 2:50 (Bobby Escoto, José Curbelo)
2. Un corazon – 2:44 (Carlos Crespo)
3. Baila Simon – 3:02 (Tito Puente, Vicentino Valdés)
4. Quiero mi tambó – 3:04 (Juan M. Nuñez)

## Musicisti
Tito Puente y su Orquesta
- Tito Puente - timbales, vibrafono, leader
- Vincentico Valdez - voce, maracas (brani : A2, A3, A4, B1 & B2
- Bobby Escoto -  voce, maracas (brani : A1, B3 & B4)
- DeCastro Sisters - accompagnamento vocale
- Jimmy Frisaura - tromba
- Frank La Pinto - tromba
- Gene Pappetti - tromba
- Charlie Palmieri - pianoforte
- Edward Grimm - sassofono
- Irving Butler - sassofono
- Sol Rabinowitz - sassofono
- Joseph Herde - sassofono
- Amado Visoso - contrabbasso
- Manny Oquendo - bongos
- Mongo Santamaría - congas
- Willie Bobo - timbales
- Frankie Colón - congas